# Överflödsförordning

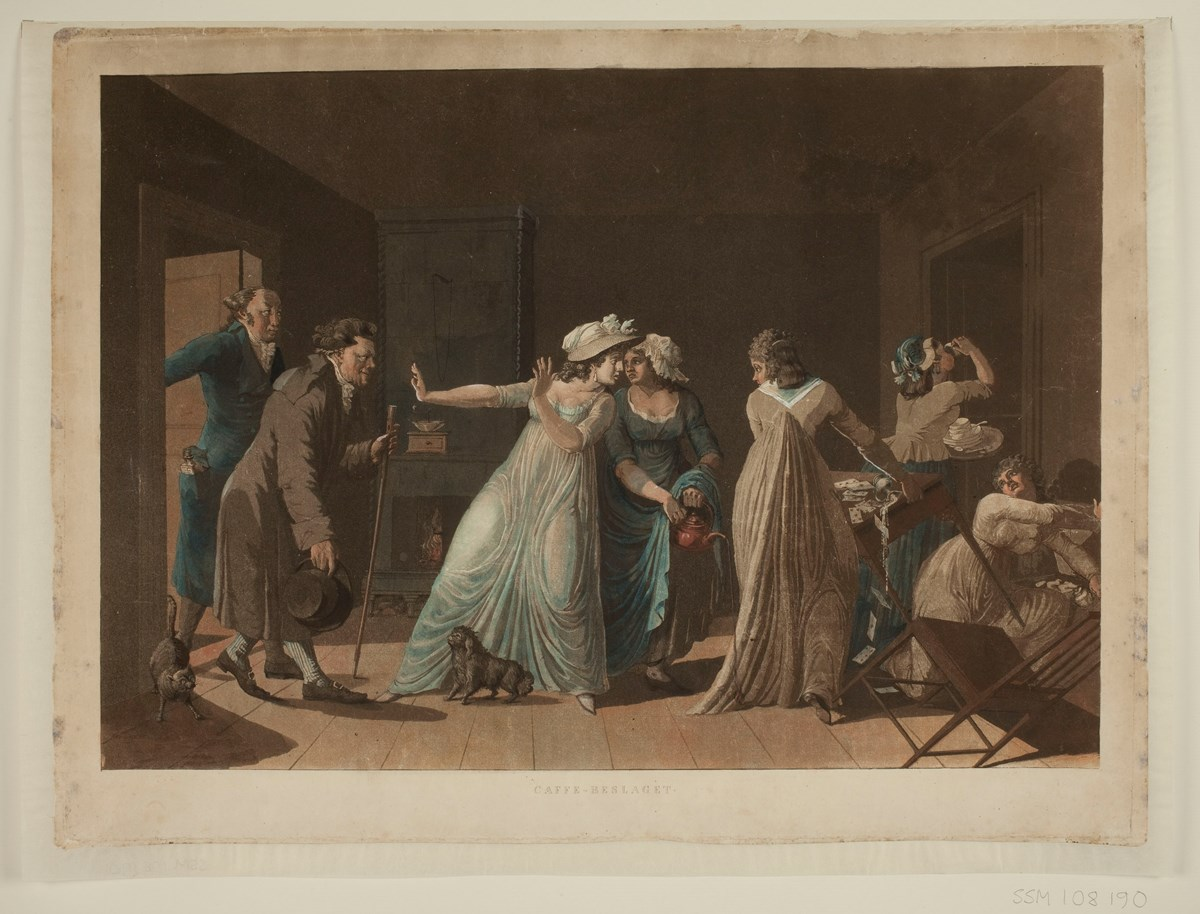
Kaffebeslaget, målning av Martin Rudolf Heland (1765-1814) - efter Per Nordquists målning med samma namn, 1799. Lagens hantlangare överraskar ett kaffedrickande sällskap damer, som skyndar sig att försöka dölja sin kaffedrickning. Stockholms stadsmuseum.

Överflödsförordningar var lagar som reglerade import, export och bruket av vissa varor och som var vanliga i Europa under den tidigmoderna tiden. Det fungerade ofta som en form av lyxskatt, men reglerade också bruk utifrån vad som ansågs passande för olika kön och samhällsklasser enligt tidens normer, så som förbud för icke adliga personer att bära siden. 
I Sverige utfärdades flera överflödsförordningar under 1600- och 1700-talet i syfte att begränsa import och hämma nyttjande av lyxkonsumtionsvaror i landet. Siden, kaffe och choklad är exempel på varor som drabbades.  Nära kopplat till överflödsförordningar är de skatte- och importbestämmelser som utfärdades parallellt. I och med att överflödsförordningarna reglerade dyrbara varor innehåller förordningarna oftast bestämmelser kring klädedräkten.

## Sverige
Den första överflödsförordningen i Sverige under modern tid publicerades 17 maj 1575. 
"Öpie Bref till Borgmestere och Rådh uthi Stockholm ets. att ingen oädel Qwinnsperson må bruka sammets mössor, sammets Tröjor eller Kiortlar. Item om Borgarebruders prydning.”
Samma förordning förnyades 1589 genom ”Påbud om åtskilige Oordningars och öfwerflödigheters afskaffande i Borgerlige klädebonader, brölloper, barnsöhl, Kyrkegångs och badstuguöhl. Item begrafningsöhl, Sendningar och brudegåfwor.” 
Argumentationen för överflödsförordningar under 15- och 1600-talen grundade sig mindre på ekonomiska argument och mer på samhällelig stabilitet och gudsfruktan. Förordningen från 30 augusti 1664 inleds till exempel med orden:
”Wij Carl etc, etc. Göre witterligt, det Wij fast ogierna och medh synnerligt misshagh förspörje, huruledes Högferd, i Pracht och Prål, hoos åthskillige Ståndz-Personer, Adel och Oadel, så wäl elliest i dageligt Lefwerne, som i esynnerligen uthi Klädedrächter, sigh mehr och mehr see låter, oansedt deraff icke allena Guds dens Högstes stränge Wrede, hämbd och Straff, öfwer Landet må befruchtas, uthan ock deras egen Skada och Förderff, som således deras goda, ägendom och Förmögenheet, uthi en hoop Fåfängheeter förslöse och uthöde."
Under 1600-talet utkom tio överflödsförordningar av olika stränghet.  I 1664 års överflödsförordning förbjöds exempelvis att bruden på ett bröllop klädde sig i kläder och smycken som användes av högre stånd.
| ”                                                 | Den som brukar Thé, Caffé och Chocolade hemma i sitt Hus, betalar Två Daler Silfvermynt utan åtskillnad. | „ |
| – Exempel på svensk överflödsförordning från 1711 | |   |

Ett angivarsystem utvecklades för att se till att efterlevnaden av förordningarna bibehölls. 
Under 1700-talet var motivationen för överflödsförordningarna främst ekonomiska. Mellan 1720 och 1794 utfärdades 58 överflödsförordningar, de mest omfattande 1720, 1731, 1766 och 1794.  Allra mest restriktiv var 1766 års överflödsförordning, som helt förbjöd import av kaffe, choklad, arrak, punsch, likörer, luktvatten och vissa vinsorter.  Vidare förbjöds nyttjande av tobak för personer under 21 år, silkesspetsar och släp på kvinnodräkter.
Gustav III upphävde alla överflödsförordningar.  Efter hans död infördes den mycket impopulära 1794 års överflödsförordning, som förbjöd kaffe. Denna avskaffades 1796, och var den sista överflödsförordning som infördes i Sverige.